# Barkingside (Metropolitano de Londres)
Barkingside é uma estação do Metrô de Londres na Central line. Fica no extremo leste de Barkingside (um distrito de Ilford), no Leste de Londres, no final de um beco sem saída na Station Road (que também é um beco sem saída). A estação fica ao lado da casa do Redbridge F.C. Fica entre as estações Newbury Park e Fairlop e está na Zona 4 do Travelcard desde 2 de janeiro de 2007.

## História
A estação foi inaugurada originalmente em 1 de maio de 1903, como parte de um ramal da Great Eastern Railway (GER) de Woodford a Ilford via Hainault. Este "Circuito de Fairlop", projetado para estimular o crescimento suburbano, teve uma história conturbada e a estação de Barkingside foi temporariamente fechada ao tráfego de passageiros, devido às economias da Primeira Guerra Mundial, de 21 de maio de 1916 a 30 de junho de 1919. Como consequência da Railways Act de 1921, a GER foi fundida com outras empresas ferroviárias em 1923 para se tornar parte da London and North Eastern Railway (LNER).

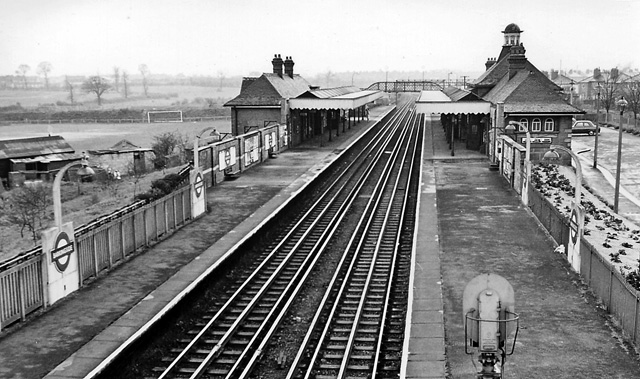
A estação em 1961

Como parte do "New Works Programme" de 1935-1940 da London Passenger Transport Board, a maior parte do circuito seria transferida para formar as extensões orientais da linha Central. Embora o trabalho tenha começado em 1938, foi suspenso com a eclosão da Segunda Guerra Mundial em 1939 e só recomeçou em 1946. Os serviços de trem a vapor que serviam Barkingside foram suspensos em 29 de novembro de 1947 e os serviços eletrificados de passageiros da linha Central, para o centro de Londres via Gants Hill, finalmente começaram em 31 de maio de 1948.  A linha de Newbury Park a Hainault, passando por Barkingside, foi eletrificada para permitir o tráfego de trens vazios até o novo depósito em Hainault a partir de 14 de dezembro de 1947.

## A estação hoje

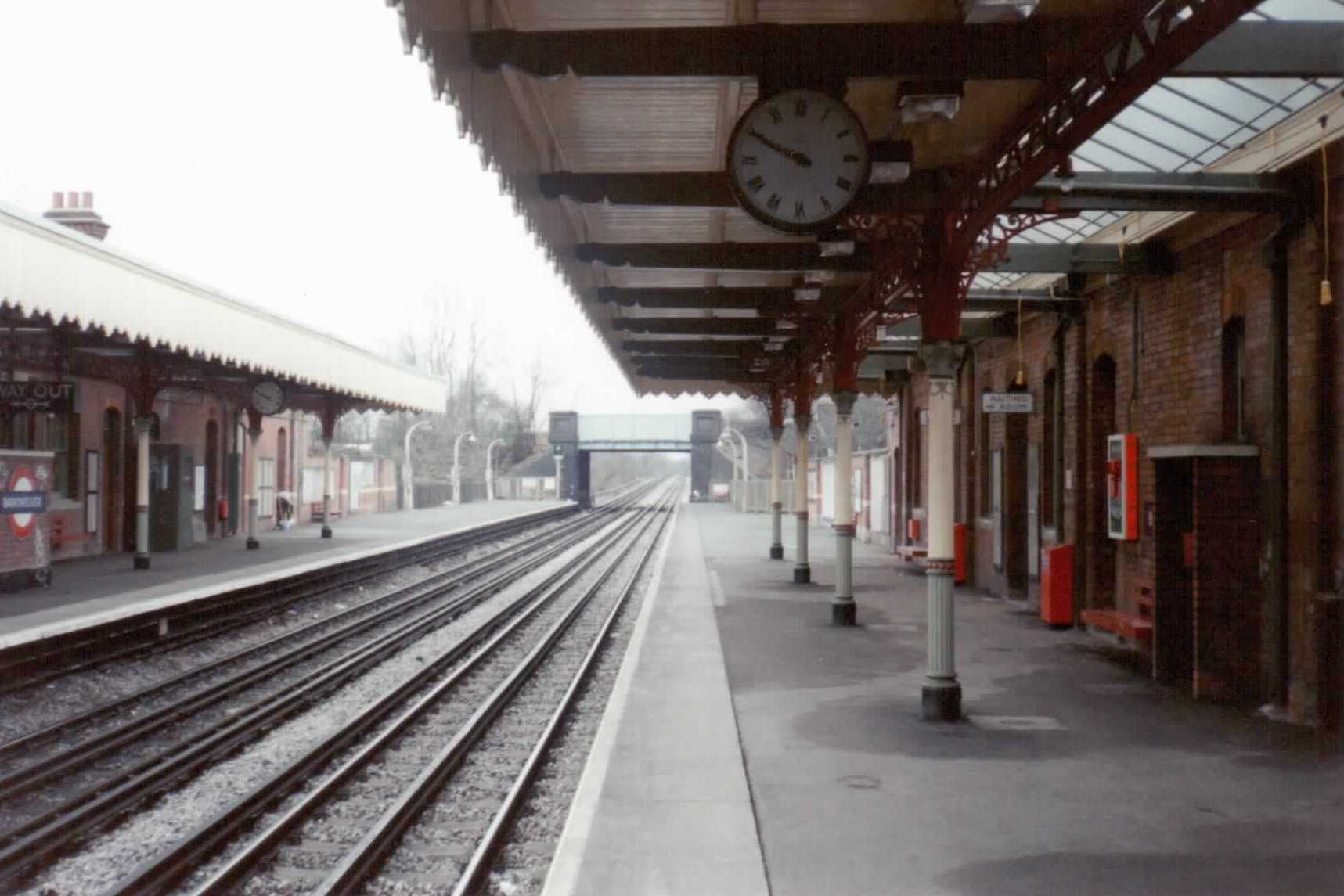
Estação Barkingside, com as coberturas ornamentadas da GER ainda no lugar.

A estação contém duas plataformas, uma para cada direção.
Poucas alterações ocorreram na estação após a transferência para o Metrô. A estação Barkingside é um edifício classificado como "Grau II", o que o torna uma estrutura de importância arquitetônica.  Provavelmente projetado sob a direção de WN Ashbee, o arquiteto do GER, é dominado por um edifício de tijolos substancial, encimado por uma cúpula.  O interior é notável pelo belo telhado de vigas de martelo do saguão de ingressos. Ambas as plataformas mantêm as coberturas ornamentadas com as iniciais "GER" ainda visíveis nos suportes.
A estação tem banheiros e uma sala de espera na plataforma sentido oeste.

## Serviços e conexões

### Serviços
O serviço típico fora do horário de pico em trens por hora (tph) é:
- 9 tph em direção ao leste para Hainault[5]
- 9 tph para Ealing Broadway[5]

### Conexões
As rotas de ônibus de Londres 128, 150, 167, 169, 247, 275 e 462, e a linha noturna N8 atendem a estação. Além disso, a rota de ônibus 128 oferece um serviço 24 horas.